# Eddy Capron
Pour les articles homonymes, voir Capron.
Eddy Capron est un footballeur français né le 15 janvier 1971 à Saint-Pierre en Martinique. Il évoluait au poste de défenseur.

## Biographie
Il joue son premier match avec le Football Club de Nantes le 3 novembre 1990 à Football Club Sochaux-Montbéliard (match nul 1-1)
Il est sacré champion de France en 1995 avec le FC Nantes.
Il évolue par la suite au Club Sportif Sedan Ardennes, où il est d'ailleurs le premier buteur dans le nouveau Stade Louis-Dugauguez inauguré en septembre 2000.
Il prend ensuite le poste d'entraîneur de l'AS Sautron (Régional 1, ligue Pays de la Loire) jusqu'en juin 2023.

## Carrière
- 1990-1997 :  FC Nantes (L1) (152 matchs, 4 buts)
- 1997-1999 :  Stade rennais (L1) (28 matchs, 1 but)
- 1999-2003 :  CS Sedan-Ardennes (L1) (92 matchs, 1 but)
- 2003-2004 :  Le Mans UC 72 (L1) (17 matchs)[2]

## Palmarès
- Champion de France en 1995 avec le FC Nantes
- Ligue des champions: Demi-Finaliste en 1996 avec le FC Nantes